# Сівард Барн
Сівард Барн (давньоангл. Sigeweard Bearn) тен, землевласник та воїн, що жив у 11 столітті в Англії. Згадки про нього з'являються у тогочасних джерелах після завоювання Англії норманнами, коли він приєднався до тих саксів, що чинили опір військам Вільгельма Завойовника. Сівард брав участь в опорі аж поки не був захоплений у полон на острові Ілі, разом із єпископом Дарему Етельвайном, графом Моркаром та Херевардом. 
І сам Сівард Барн і його конфісковані норманнами маєтки фігурують у Книзі Страшного суду, з якої випливає, що він був одним з основних попередників Генріха де Феррера, батька Роберта де Феррера, першого графа Дербі. 
Полоненого Сіварда Барна було ув'язнено, в ув'язненні він перебував з 1071 до 1087 року. Достеменні відомості про життя Сіварда після звільнення відсутні, але деякі історики вважають, що далі він служив у варязькій гвардії Імператора Олексія І Комніна у Константинополі. З джерел, на яких базується ця теорія, випливає, що Сівард став ватажком групи англійськіх переселенців, що оселились на південному березі Криму та називали цю місцевість Новою Англією.